# Мендосино (Калифорнија)
Мендосино (енгл. Mendocino) насељено је место без административног статуса у америчкој савезној држави Калифорнија.

## Демографија
По попису из 2010. године број становника је 894, што је 70 (8,5%) становника више него 2000. године.
| Група             | 2000.       | 2010.       |
| Белци             | 769 (93,3%) | 802 (89,7%) |
| Афроамериканци    | 0 (0,0%)    | 5 (0,6%)    |
| Азијати           | 9 (1,1%)    | 13 (1,5%)   |
| Хиспаноамериканци | 23 (2,8%)   | 42 (4,7%)   |
| Укупно            | 824         | 894         |